# Canton d'Aubenton
Pour l’article ayant un titre homophone, voir Louis Jean-Marie Daubenton.
Le canton d'Aubenton est une ancienne division administrative française située dans le département de l'Aisne et la région Picardie.

## Géographie
Ce canton a été organisé autour d'Aubenton dans l'arrondissement de Vervins. Son altitude varie de 141 m (Saint-Clément) à 266 m (Any-Martin-Rieux) pour une altitude moyenne de 198 m.

## Histoire

### Révolution française

Carte du canton d'Aubenton en 1790.

Le canton est créé le 18 février 1790 sous la Révolution française,.
Le canton comprend 13 communes avec Aubenton pour chef-lieu : Any, Aubenton, Beaumé, Besmont, Bucilly, Iviers, Landouzy-la-Ville, Leuze, Logny-lès-Aubenton, Martigny, Martin-Rieux, Mont-Saint-Jean et Watigny. Il est une subdivision du district de Vervins qui disparaît le 5 Fructidor An III (22 août 1795).
En 1791, les communes d'Any et Martin-Rieux fusionnent pour former la commune d'Any-Martin-Rieux,. La composition communale passe de 13 à 12 communes.
Lors de la création des arrondissements par la loi du 28 pluviôse an VIII (17 février 1800), le canton d'Aubenton est rattaché à l'arrondissement de Vervins.

### 1801-2015
L'arrêté du 3 vendémiaire an X (25 septembre 1801) entraine un redécoupage du canton d'Aubenton qui est conservé. 3 communes (Coingt, Jeantes et Saint-Clément) du canton de Plomion intègrent le canton tandis que 2 communes (Bucilly et Watigny) rejoignent celui de Hirson. Le nombre de communes passe alors de 12 à 13 communes.
De 1833 à 1848, les cantons d'Aubenton et d'Hirson avaient le même conseiller général. Le nombre de conseillers généraux était limité à 30 par département.
À la suite de ce redécoupage, le canton ne subit alors aucune modification dans sa composition en communes jusqu'en mars 2015.

### Redécoupage de 2015
Un nouveau découpage territorial de l'Aisne entre en vigueur en mars 2015, défini par le décret du 21 février 2014, en application des lois du 17 mai 2013 (loi organique 2013-402 et loi 2013-403),. Les conseillers départementaux sont, à compter de ces élections, élus au scrutin majoritaire binominal mixte. Les électeurs de chaque canton élisent au Conseil départemental, nouvelle appellation du Conseil général, deux membres de sexe différent, qui se présentent en binôme de candidats. Les conseillers départementaux sont élus pour 6 ans au scrutin binominal majoritaire à deux tours, l'accès au second tour nécessitant 10 % des inscrits au 1er tour. En outre la totalité des conseillers départementaux est renouvelée. Ce nouveau mode de scrutin nécessite un redécoupage des cantons dont le nombre est divisé par deux avec arrondi à l'unité impaire supérieure. Dans l'Aisne, le nombre de cantons passe ainsi de 42 à 21. Le canton d'Aubenton ne fait pas partie des cantons conservés du département.
Le canton disparaît lors des élections départementales de mars 2015. L'ensemble des communes est regroupée avec le canton voisin d'Hirson.

## Représentation

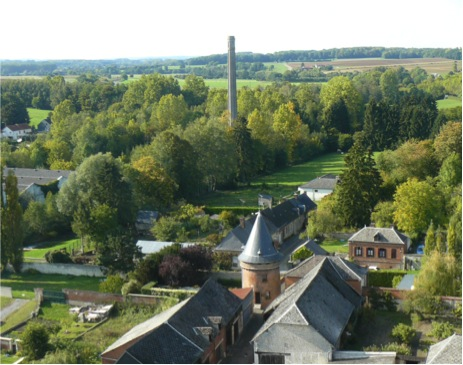
Vue d'Aubenton et de la tour de Chimay

### Conseillers généraux de 1833 à 2015
| Période          | Période          | Identité                      | Étiquette                | Qualité |
| ---------------- | ---------------- | ----------------------------- | ------------------------ | --- |
| 1833             | 1848             | Louis Loth                    |                          | Propriétaire, notaire, maire d'Hirson (1826-1858)                                                                            |
| 1848             | 1862 (décès)     | Joseph Baudelot               | Majorité dynastique      | Président honoraire du Tribunal civil de Vervins Député (1848-1849, 1858-1862) Propriétaire à Bondoncourt                    |
| 1863             | 1871             | Édouard Piette                | Centre droit             | Président du Tribunal de commerce de Vervins Député (1867-1870)                                                              |
| 1871             | 1882 (décès)     | Joseph Soye                   | GR                       | Médecin à Aubenton Député (1871-1877 et 1878-1882)                                                                           |
| 1882             | 1898 (décès)     | Pierre Louis Modesse-Berquet  | Républicain              | Propriétaire-agriculteur à Any-Martin-Rieux                                                                                  |
| 1899             | 1914 (démission) | Jean-Pierre Delzire-Tellier   | Républicain Progressiste | Maire de Coingt |
| 1914             | 1940             | Henri Bouxin                  | Rad.                     | Brasseur Président du conseil des directeurs de la Caisse d'Épargne de Vervins Maire d'Aubenton, conseiller d'arrondissement |
|                  |                  |                               |                          | |
| 1945             | 1970             | Julien Mahoudeaux (1899-1987) | SFIO puis DVG puis DVD   | Marchand de porcs Maire de Leuze (1937-1971) puis d'Aubenton Suppléant du député Édouard Alliot (1958-1962)                  |
| 1970             | 1976             | Paul Henniaux                 | PCF                      | Cheminot - Maire de Beaumé                                                                                                   |
| 1976             | 2001             | Henry Hollande                | DVD                      | Chef d'entreprise Maire de Martigny (1965-1999)                                                                              |
| 2001             | 2013 (décès)     | Bernard Noé                   | DVD puis UMP             | Artisan radio-électricien Maire d'Aubenton (2001-2013)                                                                       |
| 2013             | 2013 (démission) | Laurence Maltzkorn            | DVD                      | Assistante sociale Adjointe au maire d'Aubenton                                                                              |
| 8 septembre 2013 | 2015             | Yannick Noé (frère de B.Noé)  | UMP                      | Electricien Ancien conseiller municipal d'Aubenton                                                                           |

### Conseillers d'arrondissement (de 1833 à 1940)
| Période                                  | Période | Identité               | Étiquette | Qualité |
| ---------------------------------------- | ------- | ---------------------- | --------- | --- |
| 1833                                     | 1836    | César Millet           |           | Maire d'Aubenton                                                                                            |
| 1836                                     | 1845    | M. Barbier             |           | Notaire, juge de paix, maire d'Aubenton                                                                     |
|                                          |         |                        |           | |
| av.1885                                  |         | Édouard Albert Michaux |           | Notaire à Origny-en-Thiérache, ancien capitaine de mobiles, juge de paix                                    |
|                                          |         |                        |           | |
| 1904                                     | 1914    | Henri Bouxin           | Radical   | Brasseur, maire d'Aubenton                                                                                  |
| 1914                                     | 1919    | siège vacant           |           | |
| 1919                                     | 1931    | Henri Point            | Radical   | Maire de Martigny                                                                                           |
| 1931                                     | 1940    | Paul Bailly            | Radical   | Cultivateur herbager à Martigny                                                                             |
| 1940                                     |         |                        |           | Les conseils d'arrondissement ont été suspendus par la loi du 12 octobre 1940 et n'ont jamais été réactivés |
| Les données manquantes sont à compléter. |         |                        |           | |

## Composition

Carte des communes du canton d'Aubenton

Le canton d'Aubenton groupe 13 communes et compte 3 299 habitants en 2012.
| Nom                  | Code Insee | Intercommunalité      | Population (dernière pop. légale) |
| -------------------- | ---------- | --------------------- | --------------------------------- |
| Aubenton (chef-lieu) | 02031      | CC des Trois Rivières | 662 (2014)                        |
| Any-Martin-Rieux     | 02020      | CC des Trois Rivières | 460 (2014)                        |
| Beaumé               | 02055      | CC des Trois Rivières | 98 (2014)                         |
| Besmont              | 02079      | CC des Trois Rivières | 165 (2014)                        |
| Coingt               | 02204      | CC des Trois Rivières | 70 (2014)                         |
| Iviers               | 02388      | CC des Trois Rivières | 220 (2014)                        |
| Jeantes              | 02391      | CC des Trois Rivières | 218 (2014)                        |
| Landouzy-la-Ville    | 02405      | CC des Trois Rivières | 591 (2014)                        |
| Leuze                | 02425      | CC des Trois Rivières | 169 (2014)                        |
| Logny-lès-Aubenton   | 02435      | CC des Trois Rivières | 77 (2014)                         |
| Martigny             | 02470      | CC des Trois Rivières | 432 (2014)                        |
| Mont-Saint-Jean      | 02522      | CC des Trois Rivières | 76 (2014)                         |
| Saint-Clément        | 02674      | CC des Trois Rivières | 54 (2014)                         |

## Démographie
| 1962  | 1968  | 1975  | 1982  | 1990  | 1999  | 2006  | 2007  | 2008  |
| ----- | ----- | ----- | ----- | ----- | ----- | ----- | ----- | ----- |
| 4 815 | 4 448 | 3 916 | 3 666 | 3 608 | 3 309 | 3 250 | 3 239 | 3 232 |

| 2009  | 2010  | 2011  | 2012  | - | - | - | - | - |
| ----- | ----- | ----- | ----- | - | - | - | - | - |
| 3 235 | 3 291 | 3 298 | 3 299 | - | - | - | - | - |